# 切雷托代西
切雷托代西（義大利語：Cerreto d'Esi），是意大利安科纳省的一个市镇。总面积16.6平方公里，人口3982人，人口密度239.9人/平方公里（2009年）。ISTAT代码为042013。